# Abtei Saint-Mathieu de Fine-Terre

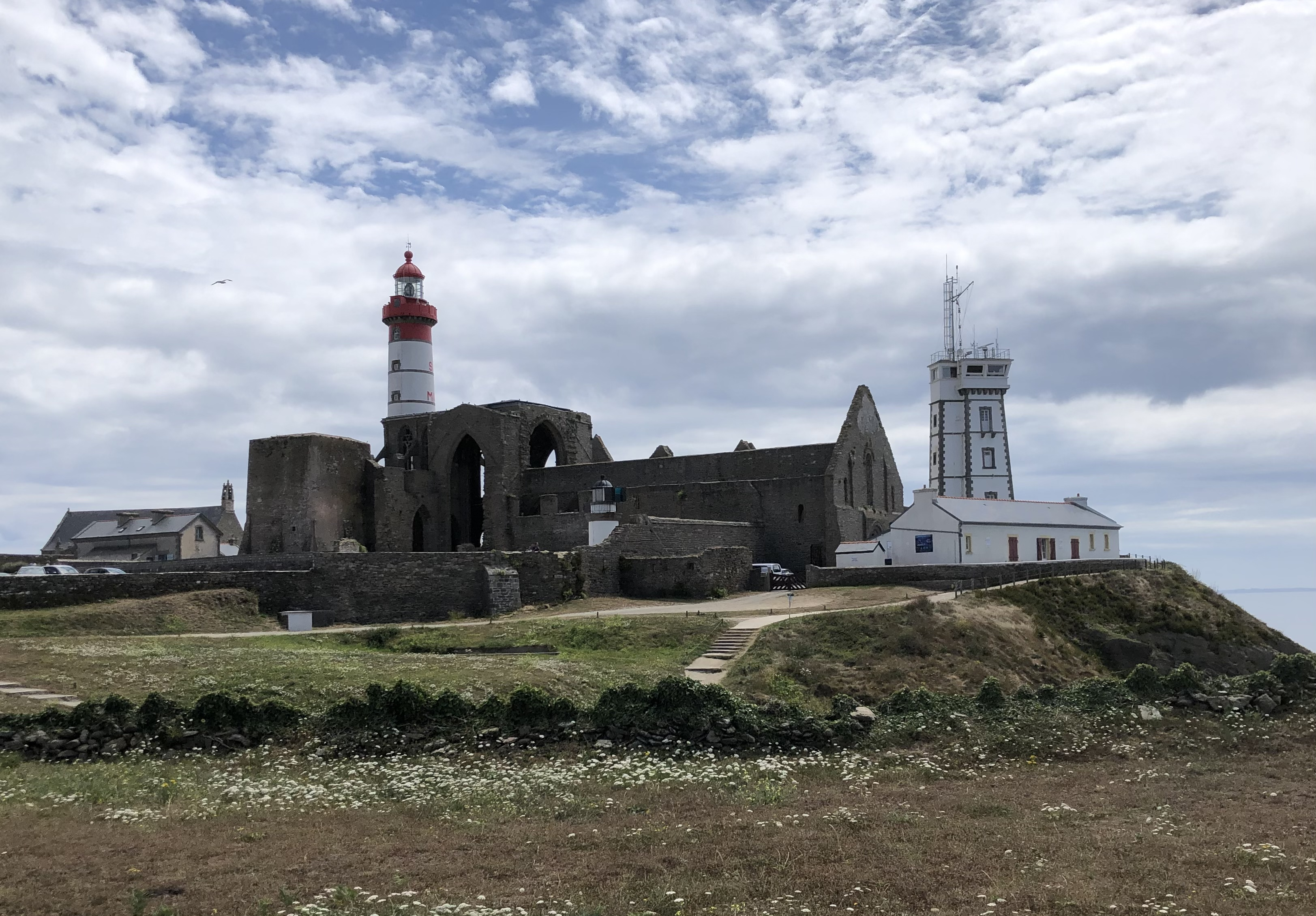
Ruinen der Abtei Saint-Mathieu, 2022

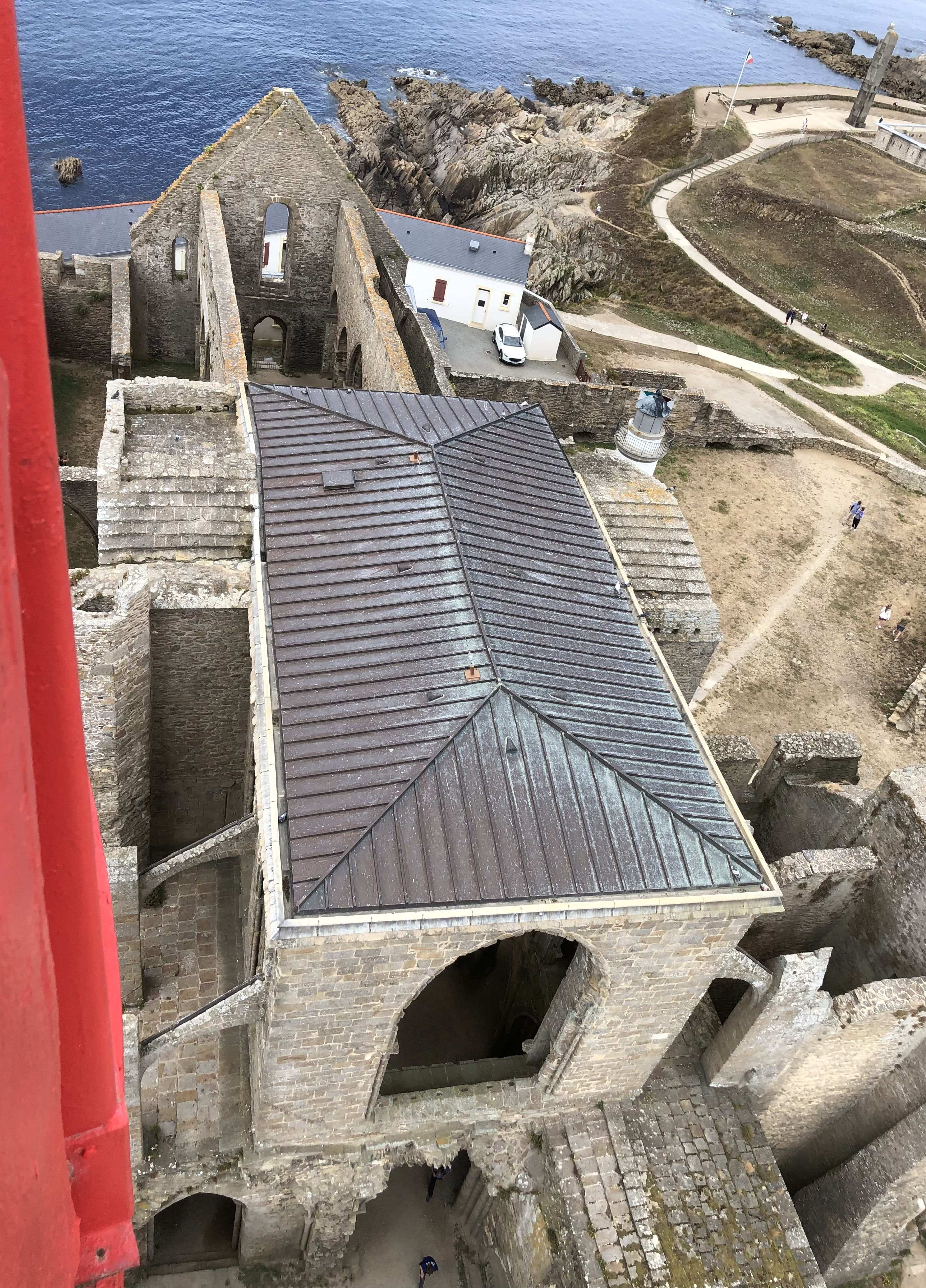
Blick vom Leuchtturm auf die Klosterkirche

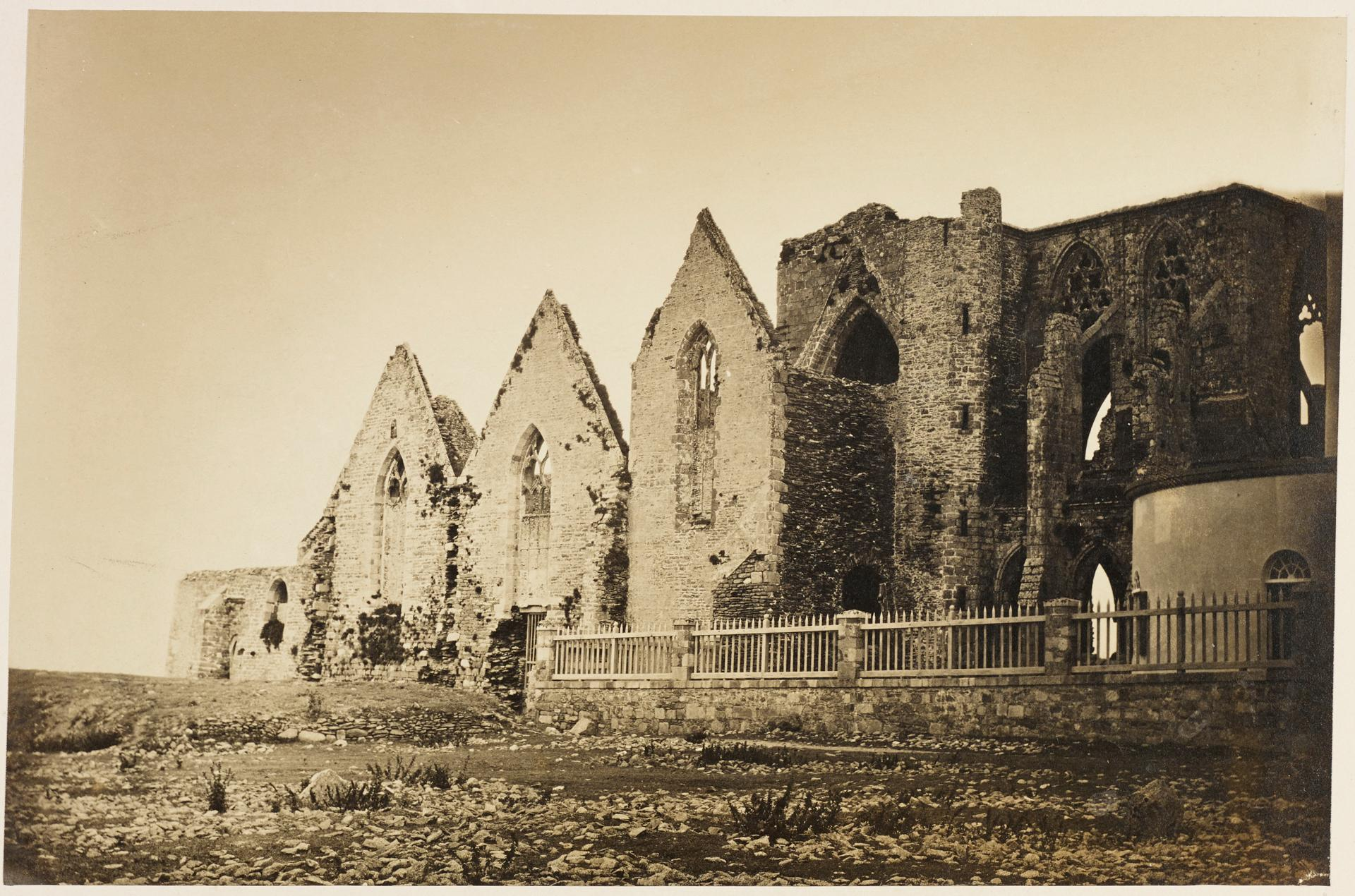
Abtei im Jahr 1856

Die Abtei Saint-Mathieu de Fine-Terre (bretonisch Abati Lokmazhe Penn-ar-Bed) ist eine als denkmalgeschützte Ruine erhaltene ehemalige Benediktinerabtei in der Bretagne in Frankreich.

## Lage
Die Ruine befindet sich am äußersten westlichen Punkt der Bretagne am Pointe Saint-Mathieu im Ort Saint-Mathieu im Gebiet der Gemeinde Plougonvelin. In unmittelbarer Nachbarschaft stehen der Leuchtturm Phare de Saint-Mathieu und das Sémaphore de la Pointe Saint-Mathieu, östlich die Kapelle Notre-Dame-de-Grâce. Etwa 500 Meter weiter östlich befindet sich der Gibet des Moines (Mönchsgalgen), zwei christianisierte Menhire.

## Geschichte
Vermutlich wurde an dieser geografisch markanten Stelle schon im 6. Jahrhundert ein Kloster gegründet. Der Legende nach soll es vom heiligen Tanguy gegründet worden sein und den Schädel des Apostels Matthäus als Reliquie im Besitz gehabt haben.
Die Gründung der späteren Abtei erfolgte jedoch Ende des 11. Jahrhunderts. Andere Angaben nennen als mögliche Bauzeit der Klosterkirche bereits das zweite Viertel des 11. Jahrhunderts. Eine älteste urkundliche Erwähnung ist aus dem Jahr 1110 überliefert und nennt als damaligen Abt einen Daniel. In den Jahren 1295, 1375 und 1404 wurde das Kloster jedoch jeweils zerstört. Bei der Zerstörung im Jahr 1295 raubten englische Angreifer sieben Glocken. Im 17. Jahrhundert wurde das Kloster erneuert. Es gehörte zum Benediktinerorden und stand in Verbindung mit der Abtei von Landévennec. 1656 wurde das Kloster den Maurinern anvertraut. Der bauliche Zustand war zu dieser Zeit schlecht, zuletzt hatten dort nur noch zwei Mönche gelebt. Nachfolgend nahmen die Mauriner umfangreiche Erneuerungsarbeiten vor. Außerdem errichteten sie ein neues Klostergebäude.
Der große Turm der Klosterkirche diente lange als Leuchtturm. Für die Unterhaltung des Feuers waren die Benediktiner verantwortlich. Um 1630 wurden ihnen jedoch Bruch- und Ankerrechte, die als Kompensation des Aufwandes gewährt waren, entzogen. Für die Unterhaltung des Leuchtfeuers war dann die königliche Marine verantwortlich. Das Feuer wurde zeitweise als Holzfeuer, aber auch mit Fischöllampen betrieben. 1750 zerstörte ein Sturm die für das Feuer errichtete Laterne.
Während der Französischen Revolution wurde das Kloster aufgegeben und Staatseigentum. Die baulichen Anlagen des Klosters wurden an den Bauunternehmer Budoc Provost verkauft, der die Bauten zur Gewinnung von Baumaterial abriss und Steine verkaufte. Vom Verkauf nicht umfasst waren die Klosterkirche selbst und der Kirchturm, so dass diese Teile erhalten blieben. Der Turm der Klosterkirche war Leuchtturm, bis 1835 der benachbarte Leuchtturm errichtet wurde. Für den Bau des Leuchtturms wurden Kapellen und Teile des Chors der Klosterkirche zerstört. Zugleich wurde der hohe Turm an der Nordostseite der Kirche, der in seiner Erscheinung an einen Bergfried erinnerte, in der Höhe halbiert, um den Leuchtturm nicht zu behindern.

## Architektur

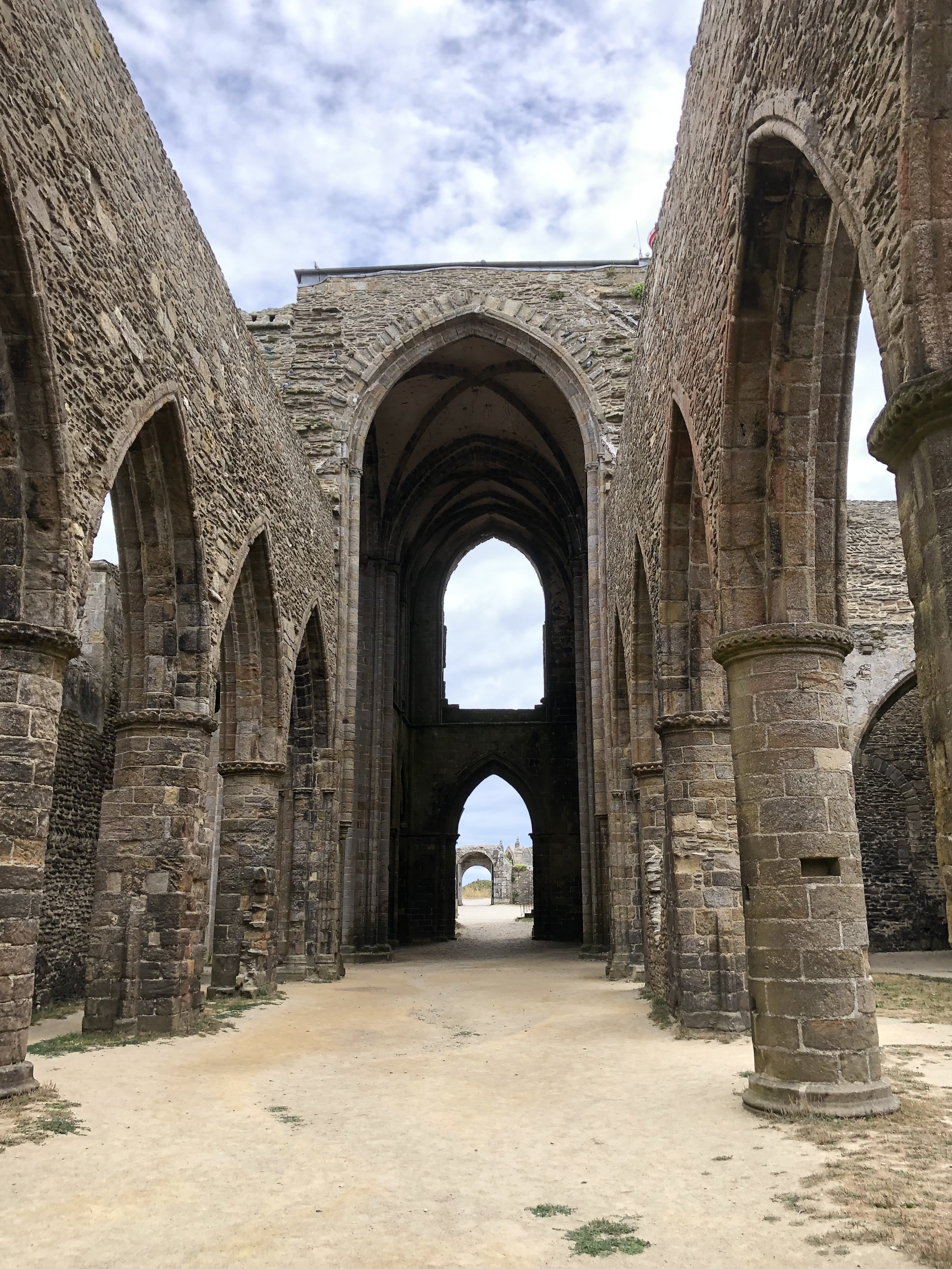
Kirchenschiff

An den erhaltenen Resten lassen sich die verschiedenen Bauabschnitte des Klosters nachvollziehen. Die Kirchenruine umfasst sieben Joche und Seitenschiffe aus dem 13. Jahrhundert. Ein Umbau war im 14. Jahrhundert erfolgt. Das Querschiff und der Chor mit flacher Apsis stammen aus dem 14. und 15. Jahrhundert. Der Haupteingang befand sich an der Westseite, ist heute für die Öffentlichkeit nicht mehr passierbar.
Der nördliche Teil des Kirchenschiffs ist im Stil der Romanik gestaltet. Die hohen Fensteröffnungen sind schmal. Im unteren Teil sind die Fenster zum Teil zugemauert. An der Nordwand sind die Steine zum Teil in Form eines Fischgrätenmusters gesetzt. Ein ähnliches Muster ist auch an der Westwand des südlichen Querschiffes zu erkennen. Es wird davon ausgegangen, dass diese Bereiche noch aus dem zweiten Viertel des 11. Jahrhunderts stammen. In den ersten beiden Jochen befinden sich vier Säulen aus Kalkstein mit romanischen Kapitellen. In dieser Zeit war wohl die gesamte Kirche im romanischen Stil fertiggestellt. Später gab es Veränderungen. Die romanischen Bögen wurden ersetzt. Bemerkenswert ist das Kapitell des zweiten Pfeilers auf der Südseite. Während der Erstellung des Kapitells änderte sich die Gestaltung. Der Steinmetz hörte auf einer Seite mit der Gestaltung der Hakendekoration auf. Spätere Pfeiler wurden als achteckige bzw. runde Granitsäulen gestaltet. Die Umgestaltung der romanischen Elemente betrifft vor allem die Südseite, an der ein großzügigerer Raum angefügt wurde. Die Bögen wurden nun weniger stark und höher ausgeführt. Die Nutzung der anderen Teile der Kirche war trotz der Bauarbeiten fortgesetzt worden, weshalb die Baustellen mit Mauern vom Rest der Kirche abgegrenzt wurden. Später entstanden gotische Arkaden.

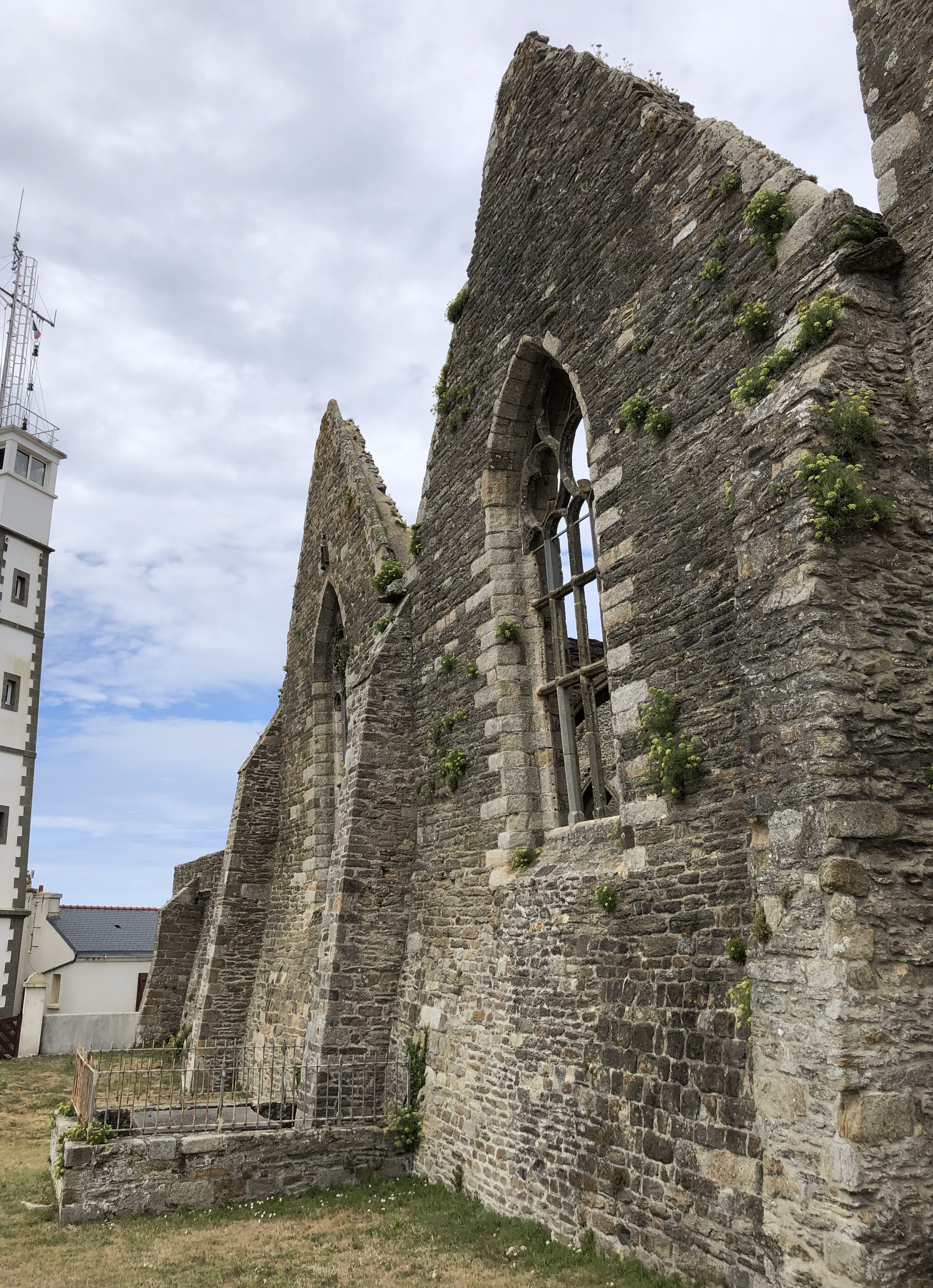
Giebel der Anbauten auf der Südseite mit deutlicher Neigung, 2022

Bemerkenswert ist die erhebliche Neigung der Anbauten. Die Ursache ist unklar. Diskutiert werden ein zu großer Druck des ehemaligen Schieferdachs, der von den Strebepfeilern nicht ausreichend aufgenommen wurde, oder aber Probleme mit dem Untergrund. Die aktuelle Neigung besteht aber bereits seit langer Zeit, so dass von einer Standfestigkeit ausgegangen wird.
Das nur zum Teil noch vorhandene Querschiff ist deutlich höher als das Kirchenschiff und anders als die anderen Teile der Kirche von Spitzbögen geprägt, wobei der südliche Teil jedoch im Stil der Romanik erhalten blieb. Über dem Mittelteil des Querschiffs und über dem Chor sind Kreuzgewölbe erhalten.
Von den ursprünglichen Seitenkapellen der Kirche ist lediglich eine auf der Nordseite erhalten; auch ihr Altar steht noch. Ihr Schutzpatron ist der heilige Andreas. Eine der heiligen Margarete gewidmete Kapelle befand sich auf der Südseite. Die Apsis ist gleichfalls zerstört. Sie enthielt eine Kapelle mit dem Patrozinium der Muttergottes von Loreto. Dort befindet sich auch das Grab von Wilhelm von Kerlec’h, er war von 1430 bis 1462 Abt der Abtei.
Vermutlich ältester Teil der Kirche ist der Turm an der Nordostseite, der möglicherweise ursprünglich tatsächlich ein Bergfried war. Der ehemals deutlich höhere Turm diente auch als Leucht- und Wachturm und war wohl auch früh Glockenturm. In der Nordostecke des Turms befindet sich ab dem zweiten Stockwerk eine alte Wendeltreppe, mit der in der Vergangenheit die höheren Teile des Turms erreicht werden konnten. Zur Wendeltreppe führte eine nicht mehr vorhandene hölzerne Seitentreppe. Die Holztreppe ersetzte wohl vorher verwendete Leitern, die bei Gefahr eingezogen werden konnten. Außen am Turm steht ein Wappenstein, der ursprünglich an der Spitze des Turms eingelassen war. Es zeigt das Wappen der Familie Du Chastel, auf die die Abteigründung zurückgeht.
Nördlich von Turm und Kirche befanden sich verschiedene Klostergebäude, der Kapitelsaal, die Residenz des Abtes, Küche, Refektorium, der Trakt mit den Zellen der Mönche, eine Pilgerherberge und ursprünglich auch ein kleines Gefängnis. Darüber hinaus gab es dort einen Fischteich und einen Taubenturm. An der Stelle, an der heute ein kleiner Leuchtturm steht, befand sich ein säulengesäumter Kreuzgang. Auch die Umfassungsmauer des Klosters ist in Teilen erhalten. Zum Teil sind in der Umfassungsmauer im Erdgeschoss noch Öffnungen für Bogenschützen zu erkennen. Darüber bestehen zugemauerte Fensteröffnungen mit Sitznischen, in diesem Bereich Reste der Zellen der Mönche.
Erhalten ist ein Teil des Eingangsbaus der Abtei, der drei Wappendarstellungen zeigte. Das linke Wappen war das der Abtei, wurde jedoch unkenntlich gemacht. In der Mitte oberhalb des Tores ist die Rekonstruktion des Wappens des Herzogs der Bretagne mit der Jahreszahl 1672 angebracht. Rechts ist das Wappen des Abtes Louis de Menou zu sehen, auf den die Erneuerung des Klosters zwischen 1658 und 1702 zurückgeht.
Die Eintragung als Monument historique erfolgte 1875 und wird in der Base Mérimée unter der Nummer PA00090242 mit dem Status Classé geführt. Das Gebäude befindet sich in staatlichem und kommunalem Eigentum.

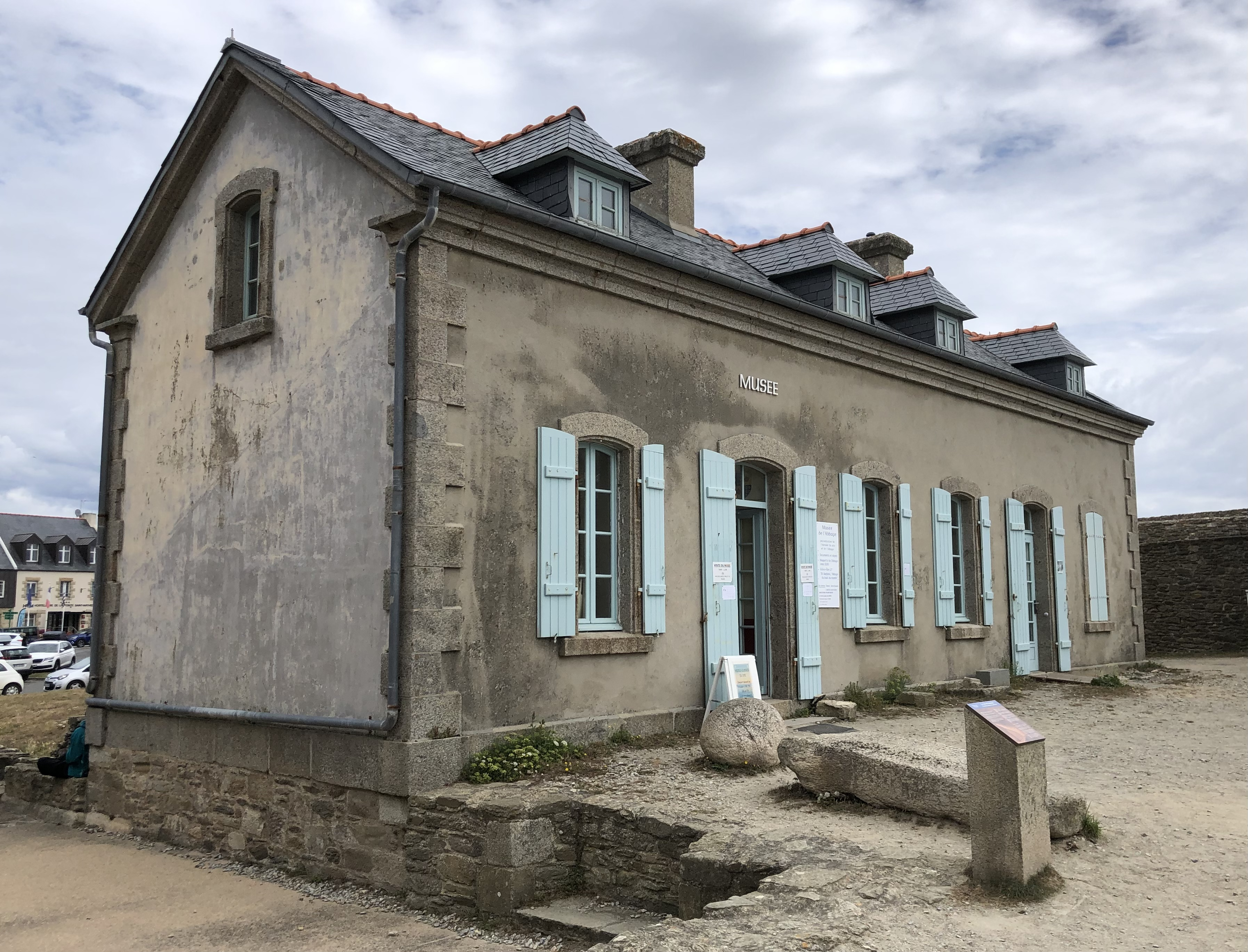
Museum

In einem Gebäude auf dem Gelände ist ein kleines Museum eingerichtet. Es zeigt unter anderem ein Modell der Abtei, wie sie in der Zeit um 1500 wahrscheinlich aussah.